# Methylmethacrylatklebstoff
Methylmethacrylat-Klebstoffe sind zweikomponentige Reaktionsklebstoffe, bei denen das eingesetzte Monomer Methylmethacrylat – der Methylester der Methacrylsäure – durch radikalische Kettenreaktion polymerisiert wird.
Zum Start der Polymerisationsreaktion wird ein reaktives Radikal benötigt, das meist aus einem Peroxid entsteht, wenn man diesem einen Beschleuniger (in der Regel ein Amin) zusetzt. Das heißt, letztlich benötigt man nur für das Starten der Radikalreaktion bei Zimmertemperatur das 2K-System, bei dem Peroxid und Beschleuniger zusammenkommen und die Startradikale bilden.
Man kann daher sowohl das Peroxid im Methylmethacrylat-Monomer als eine Komponente als auch den Beschleuniger gelöst im Basis-Monomer als zweite Komponente in den Handel bringen. Durch Mischen beider Komponenten wird die Radikalkettenreaktion initiiert und der Klebstoff härtet durch.
Eine andere Variante bringt das gesamte Monomer und den Beschleuniger in eine Komponente und verwendet als zweite Komponente nur noch das Peroxid (zur einfacheren Verarbeitung häufig mit einem Lösemittel verdünnt). Hierdurch kann das vorangehende Mischen der beiden Komponenten – und die damit verbundene Topfzeit – entfallen, wenn auf das eine Fügeteil die Hauptkomponente, und auf das andere Fügeteil das Peroxid aufgetragen wird. Durch Zusammenfügen der Flächen kommen die beiden Komponenten in Kontakt und die Radikalreaktion startet.

## Praktische Anwendung
Methylmethacrylat-Klebstoffe werden hauptsächlich zur strukturellen Verklebung von Metallen und Kunststoffen eingesetzt. Seit einiger Zeit gibt es speziell formulierte Systeme verschiedener Hersteller, die die hochfeste Verklebung selbst von niederenergetischen Kunststoffen wie z. B. Polyethylen oder Polypropylen ermöglichen, ohne dass eine spezielle Oberflächenbehandlung erforderlich wäre.
Wegen allergischer Reaktionen ist Methylmethacrylat in einigen Staaten außerhalb der EU für die Anwendung in Nagelmodelliermitteln entweder verboten oder es wird vor der Anwendung gewarnt.